# Orden de la Concepción de la bienaventurada Virgen María
La orden de la Concepción de la bienaventurada Virgen es una orden creada por Fernando I de Gonzaga, duque de Mantua el 8 de septiembre de 1617. 
El 16 de febrero y 24 de mayo de 1625, obtuvo la confirmación del papa Urbano VIII, que impuso á sus caballeros la regla de san Francisco. Su fundador le dio el nombre en honor de la concepción de la inmaculada Virgen, bajo la invocación de san Miguel. Tenía por objeto afirmar la paz y la unión entre los cristianos y sacudir el yugo de los infieles.
Esta orden que adquirió una merecida fama desde el principio de su institución, obtuvo luego gran importancia. Pero el tiempo y los acontecimientos la hicieron caer más tarde en un completo olvido. Sin embargo, en 13 de octubre de 1847, un cierto Alejandro que pretendía ser el príncipe Gonzaga-Castiglione, mostrándose celoso del lustre de esta orden quiso devolverle su celebridad y renovó sus estatutos introduciendo en ellos las modificaciones que juzgó necesarias. Se tituló jefe y gran maestre y declaró que la conferiría a las personas que se distinguiesen por su mérito, talento y adhesión a su persona. Mas el pretendido príncipe fue condenado por los tribunales de Francia en julio de 1853 por estafa y con él desapareció la orden.